# Ragimund Reimesch
Ragimund Reimesch (* 10. Mai 1903 in Kronstadt, Österreich-Ungarn; † 21. Mai 1980 in Seewalchen am Attersee, Oberösterreich) war ein österreichischer Zeichner, Maler, Fotojournalist und Grafiker.

## Leben
Ragimund Reimesch war ein Siebenbürger Sachse, sein Vater Friedrich Reimesch war Lehrer und Schriftsteller. Viele seiner Kreidezeichnungen, Linol- und Holzschnitte fanden in Heimatbüchern Verwendung. Er illustrierte zahlreiche Bücher, oft schrieb sein Bruder Fritz Heinz Reimesch die Texte.
1972 wurde ihm der siebenbürgisch-sächsische Kulturpreis verliehen.

## Werke (Auswahl)
- Bunte Träume. Wien: Forschungs- u. Kulturstelle d. Österreicher aus d. Donau-, Sudeten- u. Karpatenraum, 1961.
- Untersteiermark, Grafik und Bilder von Ragimund Reimesch, Text von Fritz Heinz Reimesch, Alpenland-Buchhandlung Südmark, Graz, 1944.
- Heimgekehrte Grenzlande, dargestellt in 147 Zeichnungen und Originalgraphiken, Reimesch, Ragimund. Gauverlag Bayreuth, 1943.
- Schönes Elsaß, schönes Lothringen. Reimesch, Ragimund. - Ludwigshafen: Westmark-Verl., 1941.
- Sudetendeutsches Wanderbuch, Reimesch, Fritz Heinz. - Bayreuth: Gauverl. Bayer. Ostmark, 1939.
- Elsaß-Lothringen in 16 Kreidezeichnungen. Reimesch, Ragimund. - [Berlin-]Charlottenburg: Bernard & Graese, 1929